# 朝枝善照
朝枝 善照（あさえだ ぜんしょう、1944年3月8日 - 2007年1月3日）は、島根県出身の仏教学者、歴史学者。龍谷大学文学部教授、島根県邑南町（旧瑞穂町）の浄土真宗本願寺派浄泉寺住職。文学博士。
俗名は朝枝照。出身の浄泉寺は、かつては門下に三十三ケ寺を抱える山陰きっての真宗の名刹の一つ。江戸時代に著名な真宗学僧である仰誓（1721年 - 1794年）・履善親子が請われて入寺し、学寮を作って自謙や誓鎧などの勝れた学者を多く育て、その学系が特に石州学派と呼ばれたことで知られている。仰誓は妙好人と呼ばれる篤信の真宗信徒の逸話を集めて『妙好人伝』を編集したことで知られている。そうした濃厚な真宗文化の中で育った朝枝であるが、学生時代は臨済宗本山の一つである東福寺に長年寄宿し、禅僧の日々の生活を日夜見て過ごしたため、禅についても造詣が深く、常に深い尊敬の念を抱いていた。
1966年に龍谷大学大学院文学研究科博士課程を単位取得退学後、龍谷大学で仏教史を講じ、短期大学学部長等の役職を歴任した。研究領域は広く、古代から近世までの仏教史を幅広く扱ったが、後半生では特に妙好人伝の研究に力を入れた。日本ペンクラブ会員で、種田山頭火の研究家としても知られていた。2007年膵臓癌のため62歳で逝去。

## 略歴
- 1944年　島根県邑南町の浄土真宗本願寺派寺院である浄泉寺に生まれる
- 1962年　島根県立浜田高等学校卒業
- 1966年　龍谷大学文学部仏教学科卒業
- 1974年　龍谷大学大学院文学研究科博士課程単位取得満期退学
- 1977年　龍谷大学専任講師に就任
- 1977年　龍谷大学助教授に就任
- 1986年　龍谷大学教授に就任
- 1999年　日本ペンクラブ入会
- 2003年　佛教大学より博士（文学）を授与される
- 2004年　第25回山頭火全国俳句大会「選者特選賞」受賞
- 2007年　膵臓癌のため逝去（62歳）

## 著書

### 研究書（単著）
- 平安初期仏教史研究（永田文昌堂、1980年）
- 妙好人伝基礎研究（永田文昌堂、1982年）
- 妙好人伝の周辺（永田文昌堂、1984年）
- 日本霊異記研究（永田文昌堂、1990年）
- 続妙好人伝基礎研究（永田文昌堂、1998年）
- 日本仏教の伝道（永田文昌堂、2002年）
- 仏典童話の研究（永田文昌堂、2004年）
- 三業惑乱展望（永田文昌堂、2004年）
- 日本仏教源流章（自照社出版、2004年）
- 日本古代仏教受容の構造研究（朝枝善照著作集　第1巻）（永田文昌堂、2009年）

### 研究書（編著）
- 日本霊異記研究文献目録（永田文昌堂、1981年）
- 花岡大学研究（永田文昌堂、1986年）
- 妙好人伝研究（永田文昌堂、1987年）
- 律令国家と仏教（雄山閣、1994年）
- 仏教儀礼（探求社、1998年）

### 一般書（単著）
- いま照らされしわれ（永田文昌堂、1985年）
- 妙好人のこころ（日本語・英語・ポルトガル語）（永田文昌堂、1986年）
- お念仏のひろがり（永田文昌堂、1989年）
- お念仏の人（永田文昌堂、1989年）
- さいいちさん（永田文昌堂、1991年）
- ジェンナー（善那先生）の頌徳碑（永田文昌堂、1991年）
- お念仏のかがやき（永田文昌堂、1994年）
- 仏教童話のこころ - 花岡大学先生の思い出（永田文昌堂、1995年）
- しらはちすのこころ（永田文昌堂、1995年）
- 妙好人のふるさと（永田文昌堂、1996年）
- 山頭火のこころ -　水の音（永田文昌堂、1997年）
- 蓮如上人のこころ（自照社出版、1998年）
- お念仏のたね（探求社、1998年）
- 妙好人さん（探求社、1999年）
- 山頭火―濁れる水の流れつつ澄む（春秋社、1999年）
- 妙好人のかがやき（自照社出版、2001年）
- 佐々木満寿女史伝（永田文昌堂、2001年）
- 浜田のジェンナー像由来記（永田文昌堂、2002年）
- 妙好人のよろこび（永田文昌堂、2002年）

### 一般書（共著）
- 気楽トンボ（永田文昌堂 、1984年）
- 法味ふとしたご縁で（全5巻）（永田文昌堂、1986年）